# 田心 (秋枫村)
田心是中国广东省广州市从化区的一个自然村。在太平镇东南面约13千米，属秋枫村管辖。清朝时建村，因位于田中心得名。1998年时，全村人口110人。